# ブーセ・ウナル
ブーセ・ウナル（Buse Ünal、1997年7月29日 - ）は、トルコの女子バレーボール選手。トルコ代表。

## 来歴
アンカラ出身。父親がサッカー選手、母親はバレーボール選手というスポーツ一家に生まれた。

### クラブチーム
2013年にİlbankへ入団しバレーボール選手としてのキャリアをスタートさせる5年間プレーした。2018/19シーズンはNilüfer Belediyesporへ移籍した。2020/21シーズンはチームの主将を務めリーグで5位へ導いた。2021/22シーズンからはフェネルバフチェと契約した。トルコリーグで準優勝、欧州チャンピオンズリーグで3位となった。

### 代表チーム
2018年、トルコ代表に初選出された。2021年のネーションズリーグと欧州選手権では銅メダルを獲得した。

## 球歴
- ネーションズリーグ - 2021年、2022年
- 欧州選手権 - 2021年

## 所属クラブ
- İlbank（2013-2018年）
- ニルフェル・ベレディイェスポル（2018-2021年）
- フェネルバフチェ（2021-2024年）
- Bahçelievler Belediyespor（2024-）